# Dasychira ochorhabda
Dasychira ochorhabda är en fjärilsart som beskrevs av Collenette 1937. Dasychira ochorhabda ingår i släktet Dasychira och familjen tofsspinnare. Inga underarter finns listade i Catalogue of Life.